# Tinodes parsnai
Tinodes parsnai là một loài Trichoptera trong họ Psychomyiidae. Chúng phân bố ở miền Cổ bắc.